# Kunstgeschichtliches Institut der Philipps-Universität Marburg

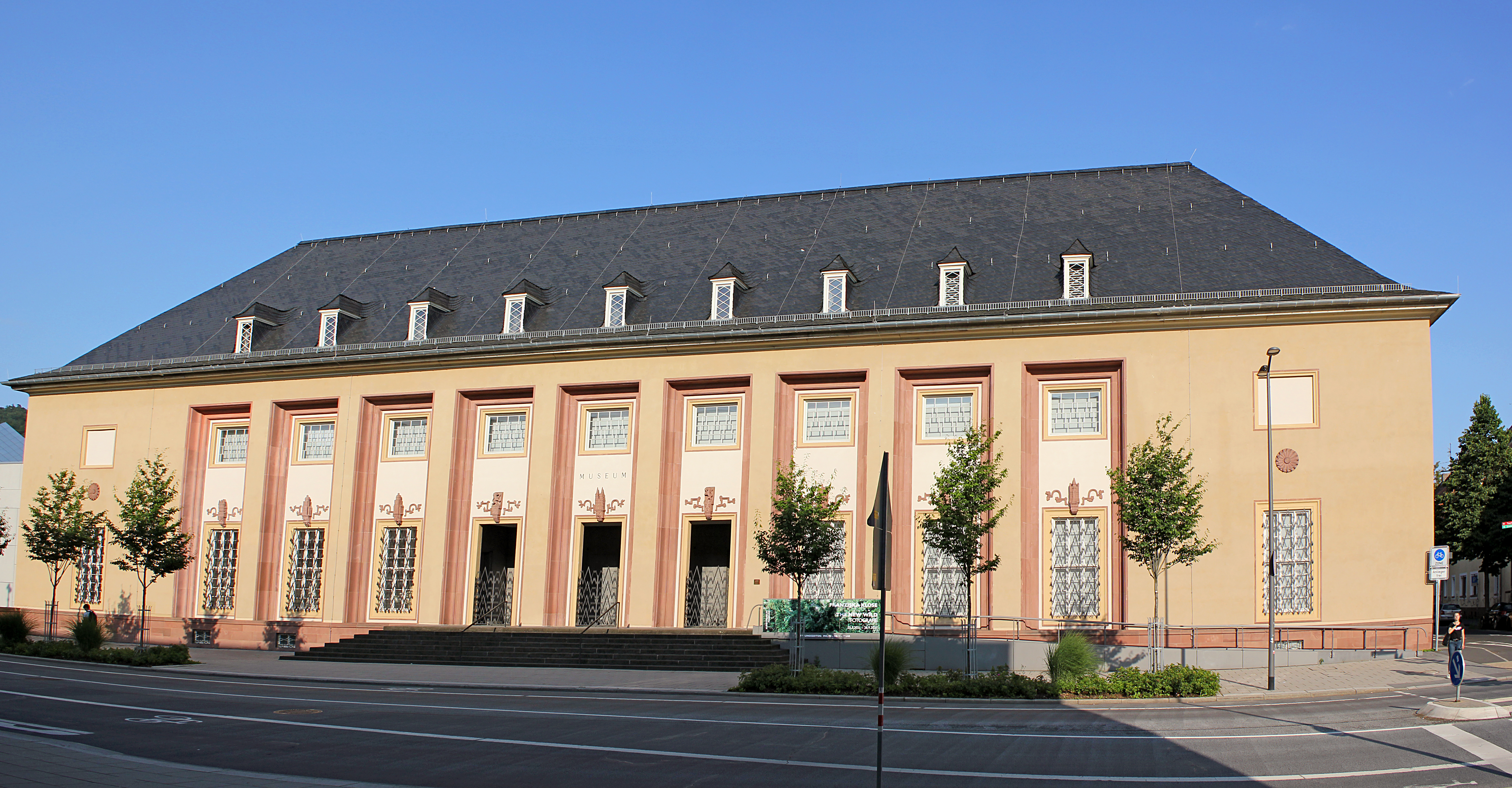
Westansicht des Kunstgeschichtlichen Instituts und des Kunstmuseums

Das Kunstgeschichtliche Institut der Philipps-Universität Marburg ist eine universitäre Einrichtung zur Erforschung und Vermittlung der Geschichte der Kunst. Ein besonderer Fokus liegt dabei auf Kooperationen mit anderen Forschungsfeldern und Institutionen in Marburg und Hessen. Es ist gemeinsam mit dem Marburger Kunstmuseum, dem Bildarchiv Foto Marburg und anderen kunstwissenschaftlichen Einrichtungen der Universität im Kunstgebäude der Philipps-Universität Marburg untergebracht.

## Geschichte
Die Kunstgeschichte als Forschungsgebiet besteht in Marburg seit der Mitte des 19. Jahrhunderts, als erste Vorlesungen über die Kunst der Nachantike durch Johannes Friedrich Lange und später Carl Justi angeboten wurden. Nachdem die kunsthistorische Forschung lange als Teil der Archäologie betrieben wurde, entwickelten der Kunsthistoriker Richard Hamann und der Universitätskurator Ernst von Hülsen ab 1924 den Plan für ein Gebäude, in dem das Kunstmuseum sowie alle kunstwissenschaftlichen Disziplinen untergebracht werden sollten. Anlässlich des 400-jährigen Bestehens der Marburger Universität wurde das von der Stadt Marburg gestiftete Gebäude 1927 nach nur einem Jahr Bauzeit eröffnet. Von 2013 bis 2018 wurde das Gebäude innen und außen saniert. Die enge räumliche Nähe der verschiedenen Wissenschaften und Archive im Kunstgebäude förderte von Anfang an interdisziplinäre Arbeit, was bis heute in den Forschungsschwerpunkten erkennbar ist.

## Wichtige Forschungsschwerpunkte
(Quellen:)
- Geschichte und Theorie der Bildwissenschaft, Fotografie und Kunstgeschichte
- Methoden kunsthistorischer Dokumentation
- Digitale Kunstgeschichte und Digital Humanities
- Geschichte von Bildern und Architektur in Deutschland und Frankreich von der Renaissance bis zur Gegenwartskunst
- Europäische Hofkultur
- Kunst der DDR
- Repräsentation von Fremdheit und Fremden; Kulturtransfer zwischen Orient und Okzident

## Forschungsprojekte (Auswahl)
(Quellen:)
- ARCHITRAVE – Kunst und Architektur in Paris und Versailles im Spiegel deutscher Reiseberichte des Barock (2017–2021)[7]
- DFG-Forschungsprojekt Peter Grund (1892–1966) – Dortmund, Düsseldorf, Darmstadt. Ein deutscher Architekt unter drei politischen Systemen (2017–2021)[8]
- DFG-Forschungsprojekt „Mittelalterliche Retabel in Hessen“ (2011–2017)[9]
- SFB-Forschungsprojekt „Architektonisch und bildmedial verfasste Sicherheitskonzeptionen in der Frühen Neuzeit“ (2014–2017)[10]
- SFB-Forschungsprojekt „Haus und Straßenraum: Konstruktion und Repräsentation von Sicherheit in der Stadt“ (2014–2017)[11]

## Herausgeberschaft
Das Marburger Jahrbuch für Kunstwissenschaft ist ein jährlich erscheinendes Journal für Kunstgeschichte, das in Kollaboration mit Foto Marburg seit 1924 verlegt wird. Darin erscheinen Artikel über die Geschichte der europäischen Kunst von der Antike bis heute. Die gegenwärtigen Herausgeber sind Ingo Herklotz und Hubert Locher.

## Professuren
- Peter Bell (seit 2021)
- Franz Bock (Kunsthistoriker, 1876) (1909–1913)
- Daniela Bohde (Vertretungsprofessur 2011–2015)
- Inga Brinkmann
- Frank Druffner (Außerordentliche Professur seit 2013)
- Richard Hamann (1913–1949)
- Richard Hamann-Mac Lean (1945–1967)
- Ingo Herklotz (1997–2021)
- Lutz Heusinger (seit 1993)
- Sigrid Hofer (2003–2022)
- Carl Horst (a.o., 1922–1934)
- Otto Homburger (Honorarprofessur 1930–1935)
- Carl Justi (1867–1871)
- Wolfgang Kemp (1983–1995)
- Heinrich Klotz (1972–1989)
- Katharina Krause (seit 1996)
- Hans-Joachim Kunst (1972–1994)
- Hubert Locher (seit 2008)
- Alexander Perrig (1980–1985)
- Regine Prange (1999–2001)
- Ulrich Schütte (1989–2017)
- Jörg Stabenow (seit 2017)
- Caecilie Weissert (Vertretungsprofessur 2015–2017)
- Martin Warnke (1971–1978)
- Elena Zanichelli (seit 2023)
- Hendrik Ziegler (seit 2017)
- Peer Zietz (Honorarprofessur 2011–2021)

## Andere Institutsmitglieder
Aktuell
- Lisa Hecht (seit 2019)
- Katharina Hefele (seit 2022)
- Viktoria Imhof (seit 2018)
- Jasmin Kolkwitz (seit 2022)
- Hanna Krug (2018–2023)
- Romana Petráková (2021–2022)
- Melanie Sachs-Resch (seit 2017)
- Brigitte Sahler (2021–2022)

Ehemalige
- Christian Berger (Kunsthistoriker) (2007–2010)
- Horst Bredekamp (1974)
- Kilian Heck (1988–1994)
- Julian Jachmann (2006–2007)
- Richard Krautheimer (1927–1933)
- Klaus Niehr (1997–2003)
- Barbara Welzel (1991–1998)
- Barbara Paul (1994–2001)
- Christina Strunck (2009–2014)
- Eva-Bettina Krems (2001–2010)